# I Love Lucy
I Love Lucy is een Amerikaanse comedyserie die op de CBS liep van 15 oktober 1951 tot 6 mei 1957. Door de kijkers en experts wordt dit als een van de beste series aller tijden gezien. In de TV Guide Top 50 van de beste series die in 2002 gepubliceerd werd stond I Love Lucy op #2 na Seinfeld. De serie werd in Nederland uitgezonden door de NCRV.
De hoofdrolspelers van de show waren Lucille Ball en Desi Arnaz, die getrouwd waren. Lucille had een hitprogramma op de radio en de CBS vroeg haar om hier een televisieprogramma van te maken. Het productiehuis van Ball en Arnaz, Desilu, maakte een pilotaflevering die met gemengde gevoelens onthaald werd door het televisiestation. Het duo ging dan op tournee in het vaudevilletheater met het concept en dat was een hit, de CBS werd over de streep getrokken en begon met het uitzenden van I Love Lucy. Lucille wilde dat Arnaz meespeelde, terwijl de CBS dat niet zo'n goed idee vond omdat Arnaz van Cubaanse afkomst was en een zwaar accent had. Uiteindelijk mocht Arnaz toch meedoen maar de titel van de show mocht niet Lucy en Ricky worden maar I Love Lucy.

## De show
De serie speelt zich af in New York en draait rond Lucy Ricardo (Lucille Ball), een huisvrouw, en haar man Ricky Ricardo (Desi Arnaz), die zanger en bandleider is. Andere vaste personages waren hun vrienden en huisbazen Fred en Ethel Mertz (William Frawley en Vivian Vance). De meeste afleveringen vinden plaats in het appartement van de Ricardo's op 623 East 68th Street. Uiteindelijk verhuizen de Ricardo's en de Mertzes naar Connecticut.
Lucy is een naïeve huisvrouw met een ambitieus karakter die zich altijd in de problemen werkt. Ze is geobsedeerd om net zoals haar man in de showbizz te komen. Fred en Ethel zaten vroeger in de vaudeville waardoor Lucy zich nog meer wil bewijzen.

## Vernieuwende technieken
In die tijd werden de meeste televisieshows live in New York uitgezonden op lagekwaliteits 35mm-film of een 16mm-film werd genomen om de show in andere tijdzones uit te zenden. Maar Ball was zwanger op dat ogenblik en zij en Arnaz stonden erop dat de show in Hollywood werd opgenomen. Ze besloten om voor een livepubliek op te nemen met drie camera's (tegenwoordig standaard in sitcoms). Het resultaat was een veel scherper beeld dan andere series uit die tijd. Het gelach van het publiek was ook veel authentieker dan opgenomen gelach dat in de meeste sitcoms gebruikt werd.
Op 19 januari 1953 was 68% van de Amerikaanse tv's op Lucy gericht toen ze moest bevallen van haar tweede kind. Een maand later tekenden het koppel een contract van $8000 000 om nog zeker tot 1955 door te gaan met de show.

## Conflicten
Het is inmiddels algemeen bekend dat Vance en Frawley niet met elkaar overweg konden, wat een humoristisch kantje gaf aan hun interactie op het scherm. Toen de serie stopte kregen ze het aanbod om Fred en Ethel een eigen reeks te geven. Frawley was bereid om het te doen maar Vance weigerde nog ooit met de man samen te werken.
Na het einde van I Love Lucy in 1957 kwam de cast nog een keer per maand samen om een maandelijkse special te maken, The Lucy-Desi Comedy Hour, dat tot 1960 liep. Niet veel later na de laatste aflevering ging het koppel Ball-Arnaz uit elkaar.

## Post-Lucy
Na The Lucy-Desi Comedy Hour waar vijf van de castleden aan deelnamen kreeg Lucy een eigen serie in 1962, The Lucy Show. Vivian Vance speelde enkele seizoenen mee en kreeg de naam Viv, die naam kreeg ze omdat ze het beu was om op straat met Ethel aangesproken te worden.

## Cast
- Lucille Ball .... Lucille 'Lucy' Esmeralda MacGillicuddy Ricardo
- Desi Arnaz .... Enrique 'Ricky' Alberto Ricardo y de Acha III
- Vivian Vance .... Ethel Mae Roberta Louise Potter Mertz
- William Frawley .... Frederick 'Fred' Hobart Edie Mertz I
- Kathryn Card .... Mrs. MacGillicuddy (1955-1956)
- Mary Jane Croft .... Betty Ramsey (1957)
- Jerry Hausner .... Jerry, Ricky's agent (1951-1954)
- Bob Jellison .... Bobby, the Hollywood bellboy (1954-1955)
- Keith Thibodeaux .... Ricky Ricardo, Jr. (1956-1957) (as Little Ricky)
- Joseph A. & Michael Mayer .... Ricky Ricardo, Jr. (baby) (1953-1954)
- Frank Nelson .... Ralph Ramsey (1957)
- Elizabeth Patterson .... Mrs. Mathilda Trumbull (1953-1956)
- Richard & Ronald Lee Simmons .... Ricky Ricardo, Jr. (baby) (1954-1955)
- Doris Singleton .... Caroline Appleby (1953-1957)

## Emmy Awards

### I Love Lucy(The Show)
- 1952: Genomineerd - Best Comedy Show
- 1953: Gewonnen - Best Situation Comedy
- 1954: Gewonnen - Best Situation Comedy
- 1955: Genomineerd - Best Written Comedy Material: Madelyn Davis, Jess Oppenheimer, Robert G. Carroll
- 1955: Genomineerd - Best Situation Comedy
- 1956: Genomineerd - Best Comedy Writing: Bob Carroll Jr., Madelyn Davis, Jess Oppenheimer, Bob Schiller, Bob Weiskopf for episode: "L.A. At Last"

### Lucille Ball
- 1952: Genomineerd- Best Comedian or Comedienne
- 1953: Genomineerd - Most Outstanding Personality
- 1953: Gewonnen - Best Comedienne
- 1954: Genomineerd - Best Female Star of Regular Series
- 1955: Genomineerd - Best Actress Starring in a Regular Series
- 1956: Genomineerd - Best Comedienne
- 1956: Gewonnen - Best Actress - Continuing Performance
- 1957: Genomineerd - Best Continuing Performance by a Comedienne in a Series
- 1958: Genomineerd - Best Continuing Performance (Female) in a Series by a Comedienne, Singer, Hostess, Dancer, M.C., Announcer, Narrator, Panelist, or any Person who Essentially Plays Herself

### Vivian Vance
- 1954: Gewonnen - Best Series Supporting Actress
- 1955: Genomineerd - Best Supporting Actress in a Regular Series
- 1957: Genomineerd - Best Supporting Performance by an Actress
- 1958: Genomineerd - Best Continuing Supporting Performance by an Actress in a Dramatic or Comedy Series

### William Frawley
- 1954: Genomineerd - Best Series Supporting Actor
- 1955: Genomineerd - Best Supporting Actor in a Regular Series
- 1956: Genomineerd - Best Actor in a Supporting Role